# Col de l'Encrenaz
Le col de l'Encrenaz est un col alpin français situé en Haute-Savoie.

## Géographie

### Situation
Le col de l'Encrenaz est situé à 1 433 m d'altitude, à environ 7 kilomètres à l'ouest de Morzine, plus précisément entre le roc d'Enfer et le mont Chéry.